# 张少军
张少军（1955年10月—），男，汉族，山东临朐人，中华人民共和国政治人物。昌潍商校计划统计专业毕业，中央党校函授学院经济管理专业毕业。

## 生平
1973年7月参加工作。1981年12月加入中国共产党。1990年12月，任中共潍坊市寒亭区委副书记。1991年5月，任中共山东省委组织部城市组织处副处长。1996年10月，任中共山东省委组织部组织一处处长（其间：1995年9月至1997年12月，在山东省委党校业余本科班经济管理专业学习）。1999年3月，任中共山东省委组织部干部二处处长。2000年10月，任中共山东省委组织部干部三处处长。2001年9月，任中共山东省委组织部助理巡视员、干部三处处长。2002年1月，任中共山东省委组织部助理巡视员（其间：1999年9月至2002年7月，在中央党校函授学院在职研究生班经济管理专业学习）。2003年10月，任中共临沂市委副书记。2007年3月10日，任中共临沂市委副书记、市长。2008年，当选第十一届全国人民代表大会山东地区代表。2011年1月，任中共临沂市委书记。2015年2月，任青岛市政协主席。